# Хойзингер, Адольф
Адольф Хойзингер (нем. Adolf Heusinger; 4 августа 1897 года — 30 ноября 1982 года) — немецкий военачальник, генерал (с 1957 года). Во время Второй мировой войны — начальник оперативного отдела генерального штаба сухопутных войск нацистской Германии, после войны — генеральный инспектор бундесвера, затем председатель военного комитета НАТО.

## Первая мировая война
Родился в семье школьного учителя Людвига Хойзингера.
Поступил добровольцем на военную службу в июне 1915 года, фанен-юнкером (кандидат в офицеры) в 96-й пехотный полк (7-й Тюрингский). С декабря 1915 года — на Западном фронте, с июля 1916 года — лейтенант, ранен под Верденом. Награждён Железными крестами обеих степеней и ещё двумя орденами. В конце июля 1917 года во Фландрии получил тяжёлое ранение и попал в британский плен.

## Между мировыми войнами
В ноябре 1919 года отпущен из плена, в отпуске до января 1920 года. Продолжил службу в рейхсвере. В 1920—1931 годах служил в пехотных частях на штабных должностях, вплоть до штаба округа. С апреля 1925 года — обер-лейтенант.
С октября 1931 до августа 1934 года — в оперативном отделе министерства рейхсвера. С октября 1932 года — капитан.
С августа 1934 по октябрь 1935 года — командир роты в 18-м пехотном полку. Затем с октября 1935 до августа 1937 года — начальник штаба 1-й пехотной дивизии. С марта 1936 года — майор.
С августа 1937 года — в 1-м (оперативном) отделе генерального штаба сухопутных сил. С апреля 1939 года — подполковник.

## Вторая мировая война

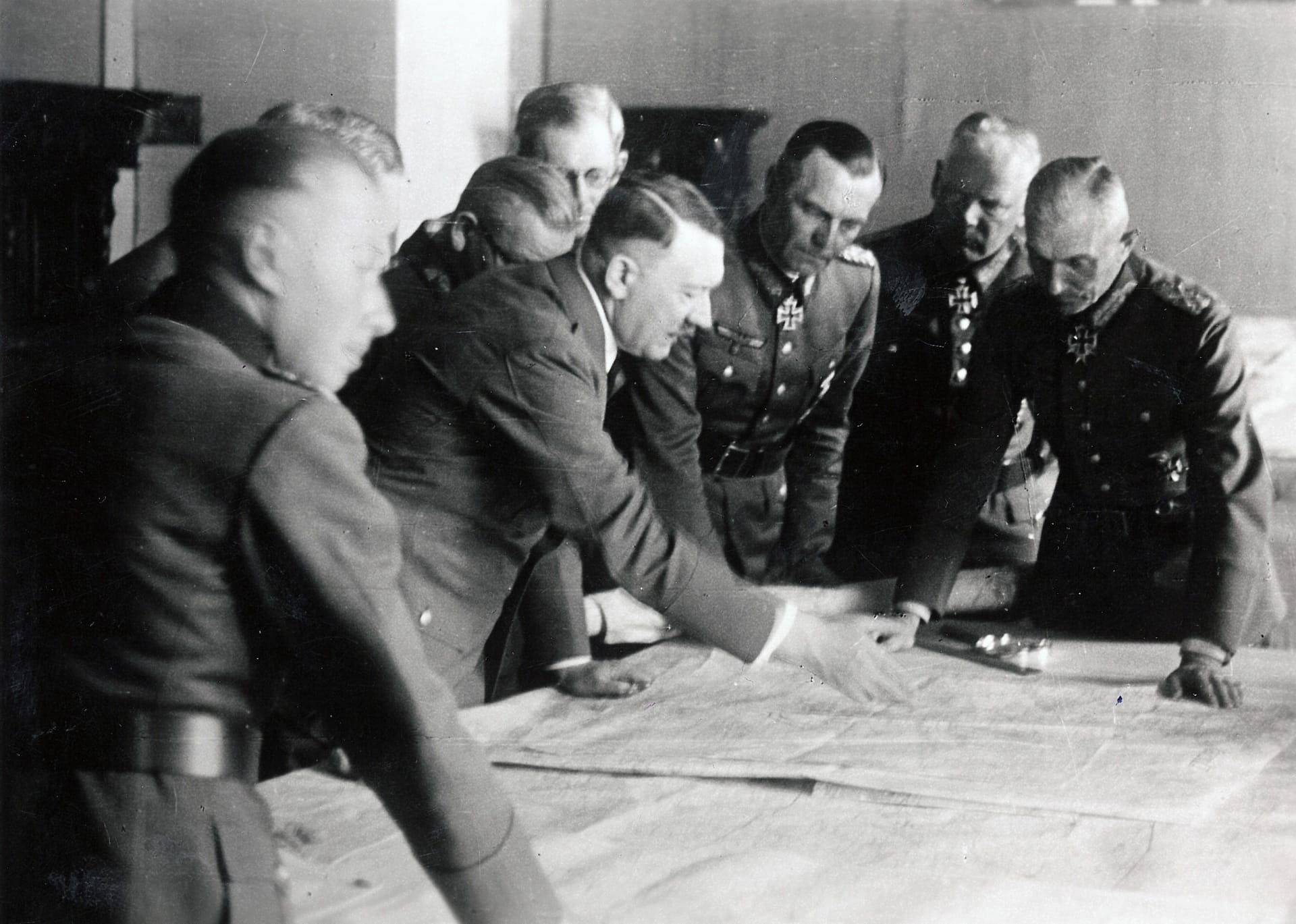
Адольф Хойзингер (крайний слева) на совещании в штаб-квартире группы армий «Юг», июнь 1942 года

Подполковник Хойзингер участвовал в планировании операций военных кампаний в Польше, Дании, Норвегии, Франции и Нидерландах. Получил планки к Железным крестам обеих степеней (повторное награждение). С августа 1940 года — полковник.
С 15 октября 1940 года полковник Хойзингер назначен начальником оперативного отдела Генерального штаба сухопутных сил. Таким образом, он стал третьим в иерархии планирования военных операций сухопутных сил, после начальника Генерального штаба Гальдера и 1-го обер-квартирмейстера Паулюса.
После вторжения в СССР 22 июня 1941 года, генштаб сухопутных сил (ОКХ) стал в первую очередь ответственным за планирование операций на этом театре военных действий, а генштаб вооружённых сил (ОКВ) — ответственным за другие театры. В сентябре 1942 года Гальдер был заменён Цейцлером, а Паулюса с января 1942 сменил Блюментритт. В сентябре 1942 года должность 1-го обер-квартирмейстера была упразднена.
Хойзингер продолжал руководить оперативным отделом генштаба сухопутных сил. С января 1942 года он стал генерал-майором, а с января 1943 года — генерал-лейтенантом.
С 10 июня 1944 года, в связи с болезнью Цейцлера, генерал-лейтенант Хойзингер стал исполняющим обязанности начальника генштаба сухопутных сил. В этом качестве Хойзингер присутствовал на совещании в штаб-квартире Гитлера 20 июля 1944 года. Хойзингер стоял рядом с Гитлером, когда там взорвалась бомба, подложенная полковником фон Штауффенбергом.
Хойзингер был госпитализирован из-за полученных ранений, а 22 июля 1944 года — арестован гестапо по подозрению в причастности к заговору. Доказательств этого гестапо не смогло обнаружить, и в октябре 1944 года Хойзингера отпустили на свободу. Однако он был отправлен в резерв фюрера. Лишь 25 марта 1945 года Хойзингеру дали конкретную, но малозначимую должность — начальника картографической службы ОКВ.
8 мая 1945 года Хойзингер был взят в плен американскими войсками.

## После Второй мировой войны

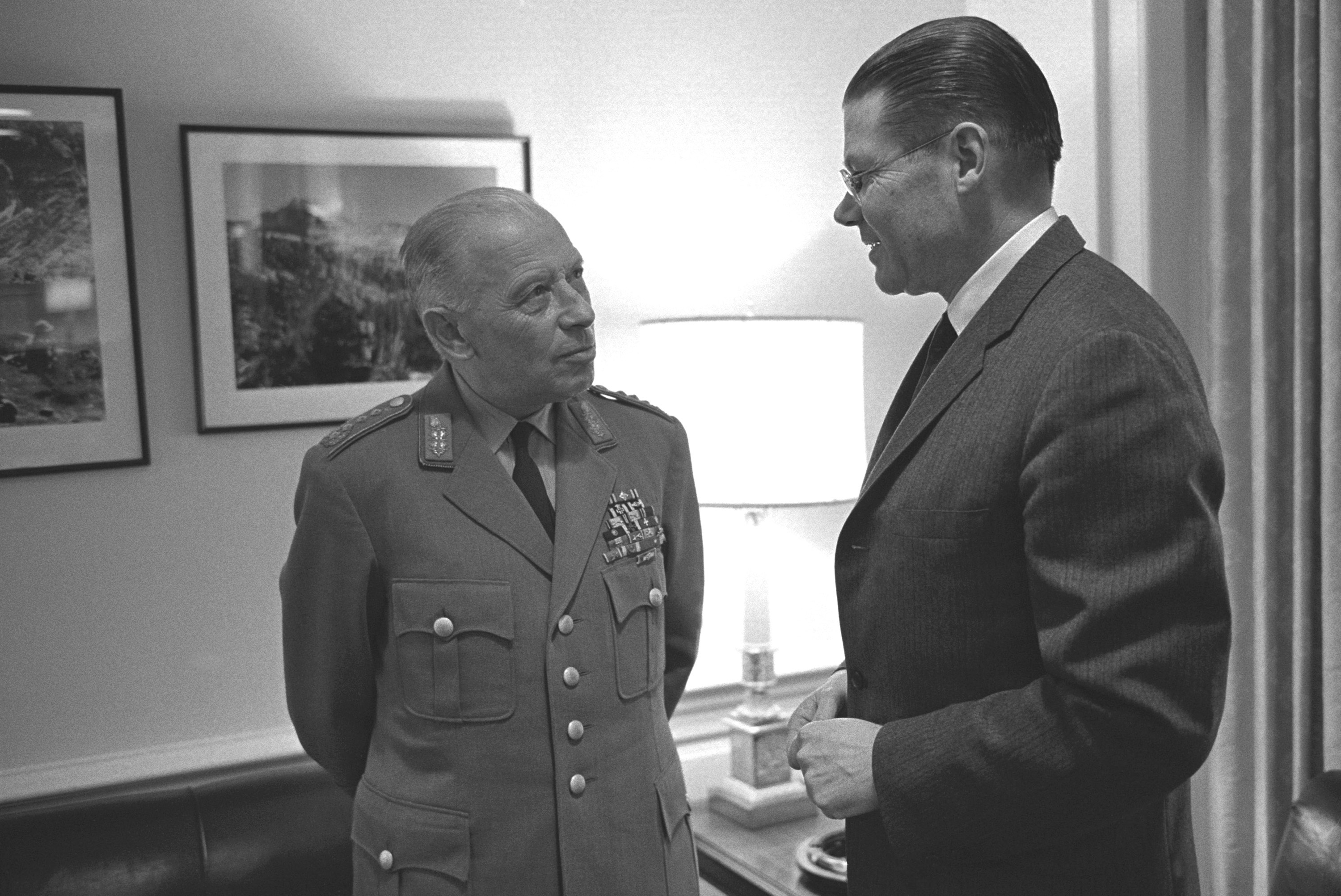
Адольф Хойзингер с министром обороны США Робертом Макнамара, 1964 год

В плену Хойзингер привлекался в качестве свидетеля на Нюрнбергском процессе. 30 июня 1947 года он был отпущен из плена.
В 1948—1950 годах сотрудничал с «Организацией Гелена».
В 1950 году Хойзингер стал советником по военным вопросам первого федерального канцлера ФРГ Конрада Аденауэра.
Входил в состав подпольной секретной армии Шнеца.
В 1951 году немецкий консультант при переговорах о создании Европейского оборонительного сообщества (ЕОС).
С 1952 по 1955 год являлся руководителем военного отдела в «Ведомстве Бланка», преобразованного впоследствии в Федеральное министерство обороны.
В июне 1955 года были организованы вооружённые силы ФРГ — бундесвер, и Хойзингер вернулся на военную службу. В ноябре 1955 года он получил звание генерал-лейтенанта и был назначен председателем военного руководящего совета (нем. Militärischer Führungsrat).
В марте 1957 года он сменил генерала Ханса Шпайделя на посту начальника управления вооружённых сил министерства обороны ФРГ.
В июне 1957 года Хойзингер был произведён в звание полного генерала и стал первым генеральным инспектором бундесвера.
В апреле 1961 года Хойзингер был назначен председателем военного комитета НАТО (в Вашингтоне).
В декабре 1961 года СССР безуспешно требовал от США выдачи Хойзингера, объявив его военным преступником, виновным в массовом убийстве мирного населения на территории СССР. В частности, Хойзингеру вменялся в вину приказ о расстреле в ночь с 1 на 2 марта 1943 года 6700 человек в украинском городке Корюковка. По другим данным, расстрел в Корюковке был произведен по приказу начальника штаба 399-й главной полевой комендатуры Баера Бруно Франца.
В марте 1964 года Хойзингер ушёл в отставку с военной службы.